# Пердікка (діадох)
Перді́кка (грец. Περδίκκας, Perdikkas; бл. 355 до н. е. — 321/320 до н. е.) — полководець Александра Македонського. Він брав участь у македонській кампанії проти імперії Ахеменідів і після смерті Александра в 323 році до нашої ери став верховним головнокомандувачем імперської армії, а також регентом зведеного брата Александра та інтелектуально неповноцінного наступника Філіппа Аррідея (Філіп III). .
Він був першим з діадохів, хто боровся за контроль над імперією Александра. У своїх спробах створити базу влади та зберегти контроль над імперією, він зумів зробити ворогами головних генералів у македонській армії, включаючи Антипатра, Кратера та Антигона, які вирішили повстати проти регента. У відповідь на цю грізну коаліцію та провокацію з боку іншого полководця, Птолемея, Пердікка вторгся до Єгипту, але його солдати підняли повстання та вбили його, коли вторгнення провалилося.
Вбитий змовниками серед своїх воєначальників під час походу проти повсталого сатрапа Єгипту — Птолемея.